# بوب كورتيس (ممثل)
بوب كورتيس (بالإنجليزية: Bob Curtis)‏ هو ممثل أمريكي، ولد في 1932، وتوفي في 2004.

## وصلات خارجية
- بوب كورتيس على موقع IMDb (الإنجليزية)